# Адміністративно-командна система
Адміністрати́вно-кома́ндна систе́ма (АКС) — спосіб економічної організації суспільства, за якого усі питання вирішують державні органи.
Головні ознаки АКС: державна власність на ресурси, бюрократизація та монополізація економіки, адміністративне ціноутворення, зрівняльний розподіл життєвих благ, панування номенклатури.
Л. Гітельман вказує на такі риси адміністративно-командної системи:
- шанування влади, прагнення підкорятися, формальна старанність;
- відсутність ініціативи, установка «не висуватися»;
- небажання йти на ризик;
- прагнення бути як всі, амбіції — негативна характеристика особистості;
- прагнення до справедливого розподілу благ (див: зрівняйлівка, егалітаризм);
- орієнтація не на результат, а на думку оточення;
- заздрість («зазирання у чужу кишеню»);
- ілюзія можливості швидкого збагачення (див: нувориш).

Формування технологічного укладу, передової, як голосили її ідеологи, «країни переможеного соціалізму» відбувалося на сировинних (гірхем, металюргія, потім — 50-ті — машинобудування) галузях. Відставання у електроніці, згодом, — перехід на технологію реверс-інжинірингу вело до відставання в машинобудуванні, зв'язку, обчислювальній техніці, ЗМІ.